# Добец
Добец (словен. Dobec) — поселення в общині Церкниця, Регіон Нотрансько-крашка, Словенія. Висота над рівнем моря: 700,3 м.